# DeJuan Blair
DeJuan Lamont Blair (Pittsburgh, Pennsylvania; 22 de abril de 1989) es un exjugador de baloncesto estadounidense que jugó siete temporadas en la NBA. Con 2,01 metros de altura jugaba en la posición de pívot.

## Trayectoria deportiva

### Universidad
Jugó durante dos temporadas con los Panthers de la Universidad de Pittsburgh, en las que promedió 13.6 puntos y 10,7 rebotes por partido. Su debut como universitario no pudo ser mejor, consiguiendo 20 puntos y 14 rebotes en tan sólo 19 minutos ante Houston Baptist, jugando como titular desde el primer momento. Acabó la temporada con 11,6 puntos y 9,1 rebotes por partido, siendo elegido Rookie del Año de la Big East Conference compartiendo el premio junto a Jonny Flynn.
Su segunda y última temporada con los Panthers fue aún más completa, promediando 15,7 puntos y 12,3 rebotes, compartiendo de nuevo premio, esta vez con Hasheem Thabeet, como mejor jugador de la conferencia. Fue además incluido en el primer quinteto del All-American. Lideró el país en rebotes ofensivos (5,8 por partido) y consiguió a lo largo de la temporada 21 dobles-dobles. Su partido más completo fue ante UConn Huskies, logrando 22 puntos y 23 rebotes, su máximo a lo largo de su carrera.

#### Estadísticas
| Año     | Equipo              | PJ | PT | MPP  | %TC  | %3P | %TL  | RPP  | APP | ROB | TPP | PPP  |
| ------- | ------------------- | -- | -- | ---- | ---- | --- | ---- | ---- | --- | --- | --- | ---- |
| 2007–08 | Pittsburgh Panthers | 37 | 37 | 26.0 | .537 | -   | .624 | 9.1  | .9  | 1.7 | 1.1 | 11.6 |
| 2008–09 | Pittsburgh Panthers | 35 | 35 | 27.3 | .593 | -   | .605 | 12.3 | 1.2 | 1.5 | 1.0 | 15.7 |

### Profesional
Fue elegido en la trigésimo séptima posición del Draft de la NBA de 2009 por San Antonio Spurs,  equipo con el que firmó contrato por cuatro temporadas en julio de 2009.
En septiembre de 2011 se comprometió con el Krasnye Krylya Samara de la liga rusa con una cláusula que le permitiría volver una vez termine el cierre patronal de la NBA. En octubre su contrato fue rescindido por mutuo acuerdo.
En agosto de 2013 fichó como agente libre por una temporada por los Dallas Mavericks.
[actualizar]

## Estadísticas de su carrera en la NBA

### Temporada regular
| Año     | Equipo      | PJ  | PT  | MPP  | %TC  | %3P  | %TL  | RPP | APP | ROB | TPP | PPP |
| ------- | ----------- | --- | --- | ---- | ---- | ---- | ---- | --- | --- | --- | --- | --- |
| 2009-10 | San Antonio | 82  | 23  | 18.2 | .556 | .000 | .547 | 6.4 | .8  | .6  | .5  | 7.8 |
| 2010-11 | San Antonio | 81  | 65  | 21.4 | .501 | .000 | .657 | 7.0 | 1.0 | 1.2 | .5  | 8.3 |
| 2011-12 | San Antonio | 64  | 62  | 21.3 | .534 | .000 | .613 | 5.5 | 1.2 | .9  | .2  | 9.5 |
| 2012-13 | San Antonio | 61  | 16  | 14.0 | .524 | .000 | .629 | 3.8 | .7  | .6  | .2  | 5.4 |
| 2013-14 | Dallas      | 78  | 13  | 15.6 | .534 | .000 | .636 | 4.7 | .9  | .8  | .3  | 6.4 |
| 2014-15 | Washington  | 29  | 0   | 6.2  | .456 | .000 | .667 | 1.9 | .1  | .2  | .0  | 1.9 |
| Total   | Total       | 395 | 179 | 17.3 | .527 | .000 | .612 | 5.3 | .9  | .8  | .3  | 7.1 |

### Playoffs
| Año   | Equipo      | PJ | PT | MPP  | %TC  | %3P  | %TL  | RPP | APP | ROB | TPP | PPP |
| ----- | ----------- | -- | -- | ---- | ---- | ---- | ---- | --- | --- | --- | --- | --- |
| 2010  | San Antonio | 10 | 0  | 9.1  | .500 | .000 | .556 | 3.9 | .5  | .5  | .4  | 3.7 |
| 2011  | San Antonio | 4  | 0  | 12.5 | .333 | .000 | .600 | 3.3 | .5  | .0  | .3  | 4.3 |
| 2012  | San Antonio | 10 | 0  | 7.6  | .630 | .000 | .500 | 2.3 | .2  | .3  | .1  | 3.7 |
| 2013  | San Antonio | 12 | 0  | 6.3  | .618 | .000 | .556 | 2.0 | .6  | .4  | .1  | 3.9 |
| 2014  | Dallas      | 6  | 0  | 13.5 | .593 | .000 | .615 | 6.2 | .2  | 2.0 | .0  | 6.7 |
| Total | Total       | 42 | 0  | 8.9  | .546 | .000 | .571 | 3.2 | .4  | .6  | .2  | 4.2 |